# Jewgeni Iwanowitsch Alexejew

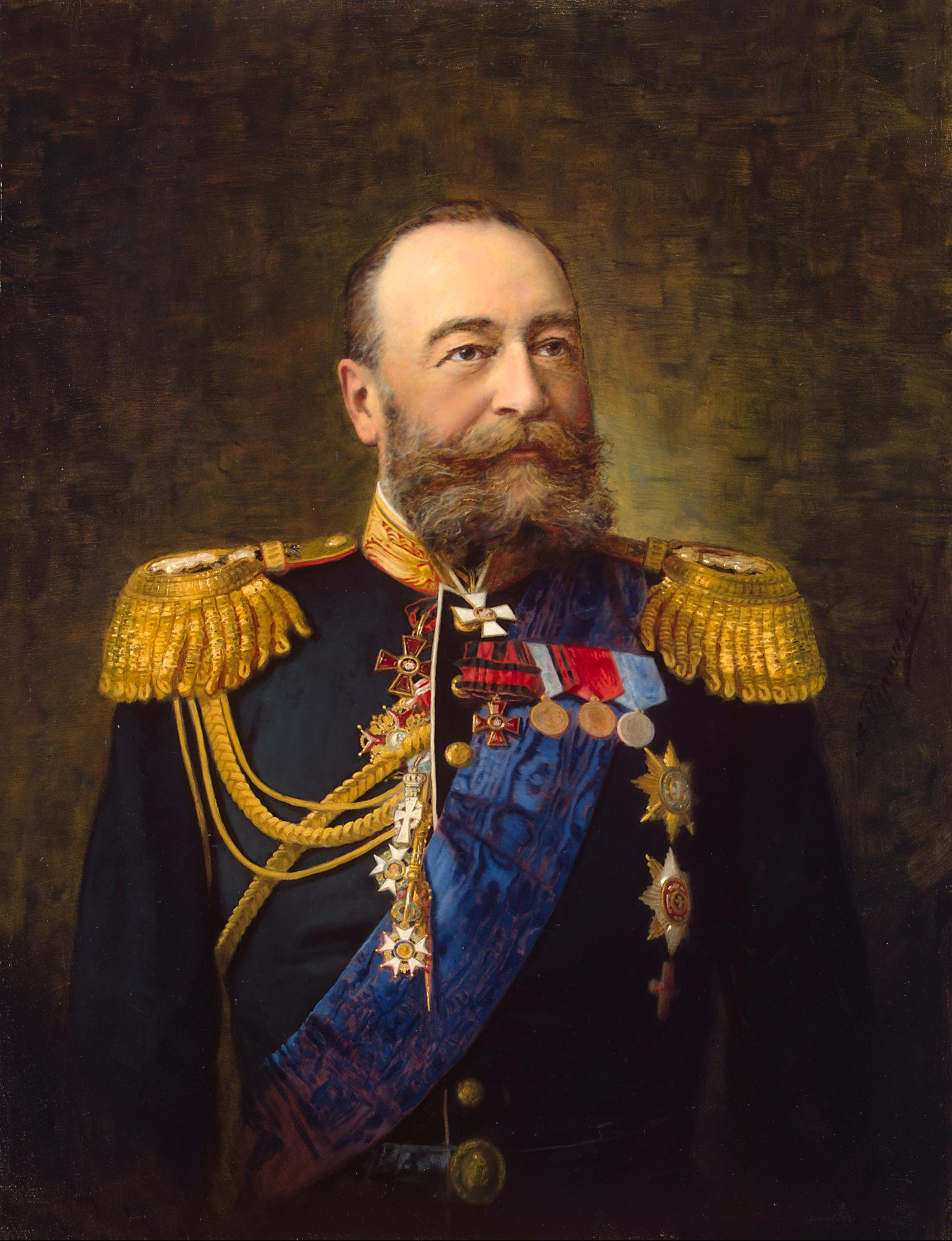
Jewgeni Iwanowitsch Alexejew

Jewgeni Iwanowitsch Alexejew (russisch Евгений Иванович Алексеев; wissenschaftliche Transliteration Evgenij Ivanovič Alekseev, * 13. Mai 1843 in Sankt Petersburg; † 27. Mai 1917 in Jalta) war ein Admiral der Kaiserlich-Russischen Marine, Gouverneur der russischen Fernost-Provinz und im ersten Kriegsjahr, 1904, Oberbefehlshaber der russischen Streitkräfte im Fernen Osten im Russisch-Japanischen Krieg.

## Herkunft
Alexejew war ein außerehelicher Sohn des Zaren Alexander II.; er wurde in der Familie des Kapitänleutnants Iwan Maximowitsch Alexejew (1796–1849) aufgezogen. Er wurde von seinem Vater, nachdem dieser im Jahre 1855 Zar geworden war, in den Adelsstand erhoben. Er verstand sich gut mit seinen Halbbrüdern, und insbesondere mit Großfürst Alexei Alexandrowitsch Romanow (* 2. Januar 1850; † 27. November 1908), dem Oberbefehlshaber der Marine, Sohn des Zaren Alexander II. und Bruder des Zaren Alexander III.

## Laufbahn
Alexejew trat im Alter von 13 Jahren in die Marine-Kadetten-Schule ein und schloss seine dortige Ausbildung drei Jahre später erfolgreich ab. Es folgten vier Jahre Dienst auf der Schrauben-Korvette Warjag, einschließlich einer ausgedehnten Weltreise. 1867 wurde er zum Leutnant zur See befördert. Nach weiteren Kommandos auf verschiedenen Schiffen wurde er 1878 Kommandant des Kreuzers Afrika, mit dem er 1880–1883 seine zweite Weltreise unternahm. 1883 bis 1888 war er Marineattache in Frankreich. Die Beförderung zum Kapitän Ersten Ranges erfolgte 1886, und 1889 erhielt er das Kommando über den im August 1889 in Dienst gestellten Geschützten Kreuzer Admiral Kornilow, mit dem er seine dritte Weltreise unternahm. Im Jahre 1891 begleitete er den Zarewitsch Nikolaus (den späteren Zaren Nikolaus II.) auf dessen Reise in den Fernen Osten.
Die Beförderung zum Konteradmiral erfolgte 1892, mit gleichzeitiger Versetzung zum Admiralstab, wo er bis 1895 als dessen Stellvertretender Chef diente. 1894 wurde Alexejew zum Vizeadmiral befördert. Von 1895 bis 1897 befehligte er die russische Pazifikflotte, mit der er im Dezember 1897 den Hafen von Port Arthur besetzte und im März 1898 den Südteil der Halbinsel Liaodong mit der Stadt Dairen für Russland in Pachtbesitz nahm. Noch im Jahre 1898 wurde er Gouverneur des Pachtgebietes Liaodong, 1899 Oberbefehlshaber der russischen Seestreitkräfte in Kwantung und der Pazifikflotte. Er nahm an der Niederschlagung des Boxeraufstands (November 1899–1901) in China teil; für seine Verdienste dabei wurde er zum Generaladjutanten ernannt.

## Russisch-Japanischer Krieg
Am 30. Julijul. / 12. August 1903greg. forderte der japanische Botschafter den Abzug der russischen Truppen aus der Mandschurei und die Anerkennung der politischen Vorherrschaft Japans in Korea. Russland war jedoch nur bereit, den Status quo anzuerkennen. Am folgenden Tag, dem 31. Julijul. / 13. August 1903greg., wurde Alexejew, bei gleichzeitiger Beförderung zum Admiral, von Zar Nikolaus II. zum Gouverneur der durch Zusammenlegung des bisherigen Militärbezirks Amur (die von Russland besetzte Mandschurei) mit dem Pachtgebiet Kwantung (Liaodong) und Vereinigung ihrer zivilen und militärischen Verwaltungen neu geschaffenen Fernost-Region ernannt. Da er einer der führenden Köpfe der Kriegspartei war, war dies ein deutliches Signal an die japanische Regierung, dass Russland nicht unbedingt verhandlungswillig war. Die nunmehr sehr große Provinz Fernost umgab große Teile Nordkoreas und der inneren Mandschurei und stellte somit eine deutliche Bedrohung japanischer Interessen dar.
Vom Beginn des Russisch-Japanischen Krieges mit dem japanischen Angriff auf Port Arthur am 8./9 Februar bis zum 12. Oktober 1904 war Alexejew Oberbefehlshaber aller russischen Land- und Seestreitkräfte im Fernen Osten. Er hatte jedoch erhebliche Meinungsverschiedenheiten mit General Kuropatkin (1848–1925), dem bisherigen Kriegsminister, der im Februar den Oberbefehl über die russischen Armeen in der Mandschurei übernommen hatte und, im Gegensatz zu Alexejew, eine Defensivstrategie befürwortete. Alexejew wurde am 12. Oktober 1904, nach den schweren Niederlagen der russischen Kräfte zu Wasser und zu Land, von Zar Nikolaus II. durch General Kuropatkin ersetzt und nach Sankt Petersburg zurückgerufen.

## Letzte Jahre
Im Juni 1905 wurde Alexejew Mitglied des russischen Staatsrates. Im April 1917, in der Folge der Februarrevolution und der Abdankung des Zaren im März, legte er seine Ämter formell nieder. Er starb schon wenige Wochen später, am 27. Mai 1917.